# L'appuntamento (brano musicale)
L'appuntamento è un brano musicale composto da Roberto Carlos e Erasmo Carlos (titolo originale in portoghese: Sentado à beira do caminho), con testo italiano di Bruno Lauzi. Interpretato da Ornella Vanoni, venne pubblicato come 45 giri - L'appuntamento/Uomo, uomo  ed inserito nell'album Appuntamento con Ornella Vanoni. A sua volta il brano era stato ispirato da Honey (I miss you) di Bobby Russell.
Il brano è stato la sigla del programma radiofonico Gran varietà. L'arrangiamento della versione di Ornella Vanoni è di Gianfranco Lombardi ed è la sigla del programma Belve.
Questa versione in italiano fa parte della colonna sonora del film Ocean's Twelve.

## Descrizione
L'appuntamento è la versione italiana del pezzo brasiliano del 1969 Sentado à beira do caminho (a sua volta ispirato a Honey (I miss you) di Bobby Russell e cantata da Bobby Goldsboro nel 1968), già interpretato da Mina nel 1970 per l'album Mina canta o Brasil.
La versione con testo in lingua italiana, a opera di Bruno Lauzi, sarà solo successivamente ripresa da Mina, dopo essere valsa a Ornella Vanoni la Gondola d'oro alla Mostra internazionale di musica leggera del 1970; quello stesso anno Vanoni incide il brano per l'album Appuntamento con Ornella Vanoni.
Il pezzo raggiunge in seguito il grande pubblico quando approda in televisione a Canzonissima 1970 e come sigla radiofonica di Gran varietà.

### Testo e interpretazione
Il testo italiano riprende il tema dell'originale portoghese: l'interminabile attesa della persona con la quale il/la protagonista ha un appuntamento. La speranza che questi arrivi, riscattandola da un passato sentimentale di delusioni, viene disattesa, e al calar della sera la protagonista si decide a fare rientro a casa, tornando alla propria "triste vita", sbriciolata "tra le dita" dell'amato.

## Altre versioni

### in portoghese (Sentado à beira do caminho)
- 1969 – Erasmo Carlos
- 1970 – Mina, album Mina canta o Brasil
- 2005 – Fernanda Porto, raccolta Um barzinho, um violão - Jovem guarda
- 2012 – Fresno

### in italiano (L'appuntamento)
- 2006 – Andrea Bocelli e Roberto Carlos
- 2008 – Calibro 35 (con Roberto Dell'Era) nell'album omonimo
- 2009 – The Bluebeaters, album Combo
- 2012 – Raul Malo, album dal vivo Around the World

### in spagnolo (Sentado a la vera del camino)
- 1972 – Ornella Vanoni, raccolta Lo mejor de Ornella Vanoni
- ? – Eydie Gormé e Roberto Carlos